# ロイド・ハニガン
ロイド・ハニガン（Lloyd Honeyghan、1960年4月22日 - ）は、イギリスの男性プロボクサー。ジャマイカコーンウォール郡セント・エリザベス教区出身、イングランド・ロンドン在住。元WBA・WBC・IBF世界ウェルター級統一王者。

## 来歴
9差の時にジャマイカからイングランドに移住。
1980年12月8日、ウェルター級でデビューを果たして6回60-58の判定勝ちを収め白星でデビューを飾った。
1983年3月1日、BBBofCサウスエリアウェルター級王者サイド・スミスと対戦し4回2分6秒TKO勝ちを収め王座獲得に成功した。
1983年4月5日、クリフ・ギブフィンとBBBofC英国ウェルター級王座決定戦を行い12回119-117の判定勝ちを収め苦しみながら王座獲得に成功した。
1983年12月6日、クリフ・ギブフィンとリマッチを行い12回120-115の判定勝ちを収め初防衛に成功した。
1985年1月5日、後のIBF世界スーパーウェルター級王者でEBUヨーロッパウェルター級王者ジャンフランコ・ロッシと対戦。ロッシのクリンチ多用の鉄壁の防御を崩し3回KO勝ちを収め王座獲得に成功した。
1985年11月27日、コモンウェルスイギリス連邦ウェルター級王者シルベスター・ミッティーと対戦し8回1分39秒TKO勝ちを収めコモンウェルス王座を吸収して王座を獲得、BBBofC王座2度目の防衛、EBU王座初防衛に成功した。
1986年9月27日、世界初挑戦でニュージャージー州アトランティックシティのシーザース・ホテルでWBA・WBC・IBF世界ウェルター級王者ドナルド・カリーと対戦。強打を誇るカリーを相手に互角な試合展開で打ち込み、6回終了時棄権によるTKO勝ちを収め3団体王座を獲得しいきなり最強の座を手にした。この勝利で、ハニガンがアメリカでイギリスのボクサーがアメリカ人ボクサーから世界王座を奪取した初めての選手となる快挙を上げた。試合後WBA王座を返上した。
1987年2月22日、元WBA世界スーパーライト級王者ジョニー・バンフスと対戦し2回55秒TKO勝ちを収めWBCとIBF王座初防衛に成功した。
1987年4月18日、後のWBCとIBFの両方ウェルター級で世界王座になるモーリス・ブロッカーと対戦し12回3-0(117-114、119-112、119-114)の判定勝ちを収め2度目の防衛に成功した。
1987年8月30日、元WBA世界スーパーライト級王者ジーン・ハッチャーと対戦しウェルター級世界戦最速KO記録となる初回45秒TKO勝ちを収め3度目の防衛に成功した。
1987年10月28日、ホルヘ・バカと対戦。IBF世界ウェルター級王座を剥奪されたがWBC王座の防衛戦は通常通り行われ8回1-2(65-67、67-65、66-67)の負傷判定負けを喫しキャリア初黒星となり4度目の防衛に失敗し王座から陥落した。
1988年3月29日、WBC世界ウェルター級王者ホルヘ・バカとダイレクトリマッチを行い3回2分58秒KO勝ちを収め5か月振りに王座返り咲きに成功した。
1988年7月29日、鄭栄吉と対戦し5回42秒TKO勝ちを収め初防衛に成功した。
1989年2月4日、マーロン・スターリングと対戦。9回にキャリア初めてのダウンを奪われてそのままレフェリーがストップ。キャリア初のKO負けとなる9回1分19秒TKO負けを喫し2度目の防衛に失敗し王座から陥落した。
1990年3月3日、WBA世界ウェルター級王者マーク・ブリーランドと対戦し3回TKO負けを喫し4年振りの王座返り咲きに失敗した。
1993年1月30日、コモンウェルスイギリス連邦スーパーウェルター級王者マイキー・ハッグスと対戦し5回1分ハッグスの鼻の傷をカットしたことによるドクターストップによるTKO勝ちを収め王座獲得に成功した。
1994年2月26日、ケビン・アダムソンと対戦し6回TKO勝ちを収め初防衛に成功した。
1995年2月25日、アドリアン・ドーソンと対戦し3回TKO負けを喫した試合を最後に現役を引退した。

## 獲得タイトル
- BBBofCサウスエリアウェルター級王座
- BBBofC英国ウェルター級王座
- EBUヨーロッパウェルター級王座
- コモンウェルスイギリス連邦ウェルター級王座
- IBF世界ウェルター級王座（防衛3）
- WBA世界ウェルター級王座（防衛0⇒返上）
- WBC世界ウェルター級王座（1度目は防衛3、2度目は防衛1）
- コモンウェルスイギリス連邦スーパーウェルター級王座